# Pembatatu
Pembatatu là một chi nhện trong họ Cyatholipidae.

## Các loài
The World Spider Catalogo 12.0:
- Pembatatu embamba Griswold, 2001
- Pembatatu gongo Griswold, 2001
- Pembatatu mafuta Griswold, 2001